# چری آریزو ۶
چری آریزو ۶ (به چینی ساده‌شده: 艾瑞泽6) (با کُد ام۱دی) یک خودروی کامپکت است که بر پایه چری آریزو ۵ است و در نمایشگاه خودروی پکن ۲۰۱۸ معرفی شد.
این خودرو در طول فاز توسعه «چری آریزو ۶» نام داشت و در برخی بازارها (مانند بازار ایران) نیز با همین نام عرضه می‌شود؛ با این حال این خودرو در بازار داخلی چین با نام چری آریزو جی‌ایکس عرضه شد. آریزو ۶ بین مدل‌های آریزو ۵ و آریزو ۷ است و قیمت آن از ۷۹٬۹۰۰ تا ۱۰۶٬۹۰۰ یوان است.

## طراحی

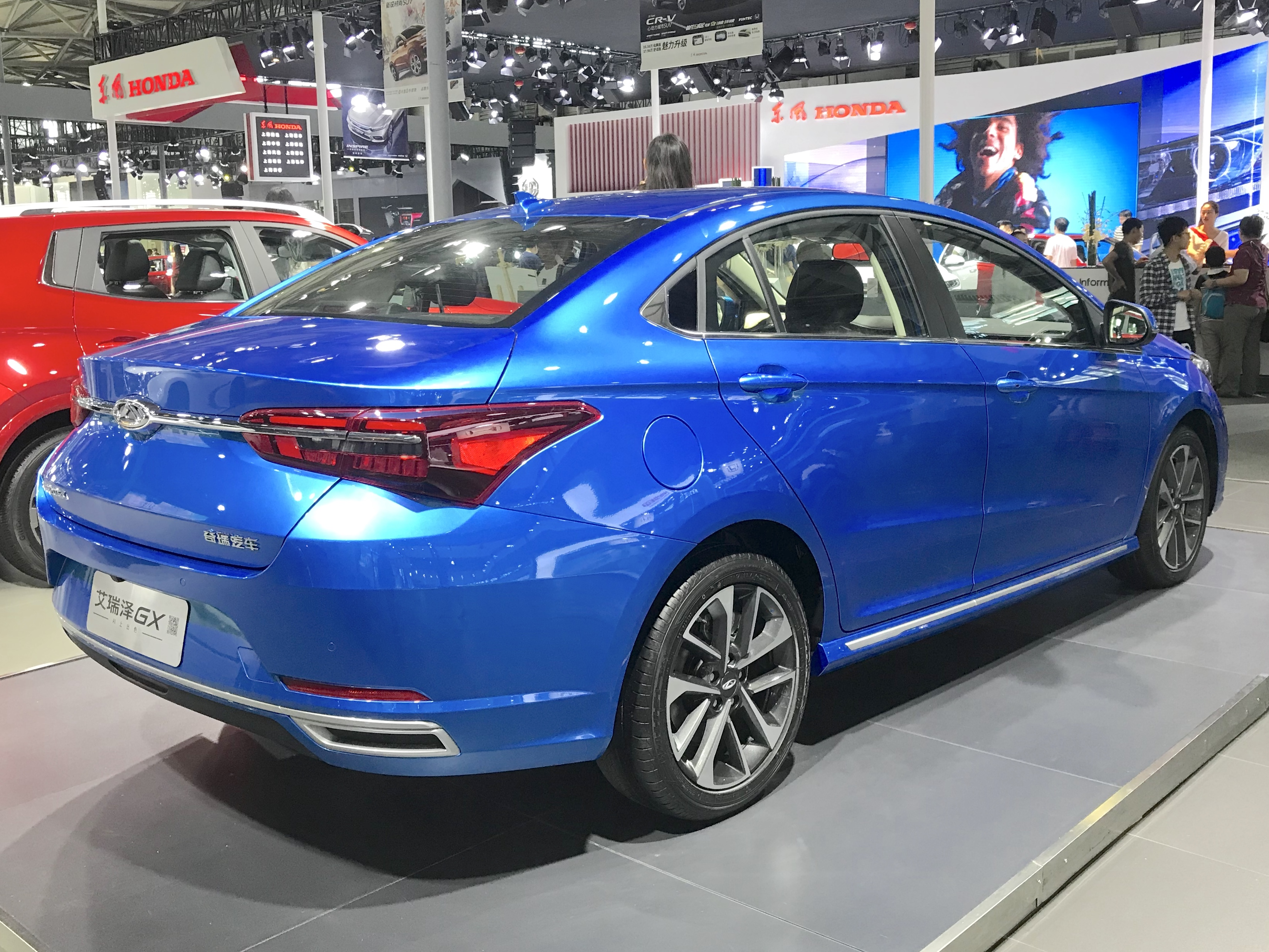
چری آریزو ۶، نمای عقب

آریزو ۶ یک سدان کامپکت (سگمنت سی) است که در محدوده تولیدکننده بین آریزو ۵ کامپکت و آریزو ۷ اندازه متوسط قرار گرفته است البته بعدها سازنده تولید مدل آریزو ۷ را متوقف و این خودرو را به عنوان جایگزین آن مطرح نمود. این خودرو بر اساس پلت‌فرم آریزو ۵ توسعه یافته است و شاسی اصلی و اسکلت بدنه مشترکی داشته، اما دارای موتورهای اضافی و طراحی بیرونی و داخلی متفاوت است.
از نظر زیبایی شناختی، آریزو ۶ با معرفی زبان طراحی به‌روز شده با پوزه‌ای که با جلوپنجره بزرگ مشکی ایکس شکل که از چراغ‌ها تا سپرهای پایین امتداد دارد، چراغ‌های جلو و چراغ‌های مه‌شکن ال‌ئی‌دی و همچنین در عقب با یک نوار کرنوگراف که به صورت افقی اجرا می‌شود، از مدل ارزان‌تر آریزو ۵ متمایز شد. درهای کناری مانند آریزو ۵ باقی ماندند، اما قاب‌های کرومی در امتداد قوس پنجره‌ها تغییر کردند. ضریب درگ به ۰٫۲۸ کاهش یافته است.
داشبورد هم از نظر اسکلت کاملاً جدید است و هم در تنظیماتی که تقریباً همه دکمه‌ها را حذف می‌کند و فقط دکمه‌های ضروری را باقی می‌گذارد؛ کنترل‌های اصلی بخشی از سیستم اطلاعات سرگرمی جدید ۷ اینچی با صفحه لمسی با ناوبری یکپارچه، دوربین ۳۶۰ درجه، رادیو و اتصال به اینترنت ۴چی، بلوتوث، وای-فای، اپل کارپلی و اندروید اتو است. کنترل‌های تهویه مطبوع در یک صفحه نمایش لمسی ال‌سی‌دی ۸ اینچی دوم یکپارچه شده‌اند. ابزار دقیق با دو صفحه دایره‌ای برای سرعت‌سنج و سرعت‌سنج و در وسط یک صفحه ال‌سی‌دی ۹ اینچی که می‌تواند ناوبر یا سایر عملکردهای سیستم چندرسانه‌ای مانند دوربین دید عقب را بازتولید کند، ترکیب شده است.
این خودرو بر اساس یک شاسی مدولار (پلت‌فرم ام۱ایکس) است. ترمزهای جلو از نوع دیسکی تهویه شونده و ترمزهای عقب نیز دیسکی هستند. همه مدل‌ها با شش کیسه هوا، ای‌بی‌اس و ئی‌بی‌دی، پایداری و کنترل کشش به صورت استاندارد در دسترس هستند. بدنه با فولاد با مقاومت بالای ۱٬۶۰۰ مگاپاسکال در قسمت جلویی و در ستون‌های ای و بی و با فولاد تغییر شکل برنامه‌ریزی شده در بقیه اسکلت ساخته شده است.

## ویژگی‌های فنی
این خودرو در ابتدا با یک موتور ۴ سیلندر ۱٫۵ لیتری ۱۶ سوپاپ و در دو مدل تنفس طبیعی و توربوشارژر عرضه شد که در نمونهٔ تنفس طبیعی ۱۱۸ اسب بخار و در نمونهٔ توربوشارژر ۱۵۶ اسب بخار قدرت داشت. این قدرت از طریق یک گیربکس ۵ سرعتهٔ دستی یا سی‌وی‌تی با شبیه‌سازی ۹ دنده به چرخ‌های جلو منتقل می‌شد. در سال ۲۰۱۹ یک موتور ۴ سیلندر ۱٫۶ لیتری ۱۶ سوپاپ توربوشارژر و مجهز به تکنولوژی تزریق مستقیم بنزین به این خودرو اضافه شد که ۱۹۶ اسب بخار قدرت تولید می‌کند. قدرت این موتور از طریق یک گیربکس ۷ سرعتهٔ دوکلاچه به چرخ‌های جلو منتقل می‌شود.

## آریزو ۶ پرو
در سال ۲۰۲۱ نمونهٔ فیس‌لیفت شدهٔ این خودرو با نام چری آریزو ۵ پلاس و در دو نسخهٔ شیائو آی و اوزاوا در بازار چین عرضه شد که این دو نسخه به جز طراحی نمای جلو در سایر بخش‌ها تفاوتی با هم ندارند. این فیس‌لیفت در ایران با نام فونیکس آریزو ۶ پرو عرضه می‌شود.
موتور آریزو ۵ پلاس یک موتور بنزینی ۱٫۵ لیتری تنفس طبیعی SQRE4G15C و یک موتور توربو بنزینی ۱٫۵ لیتری SQRE4T15C است که ۱۵۶ اسب بخار (۱۱۶ کیلووات؛ ۱۵۸ اسب بخار متری) قدرت تولید می‌کند و با یک جعبه‌دنده ۵ سرعته دستی یا ۹ سرعته سی‌وی‌تی جفت شده است.

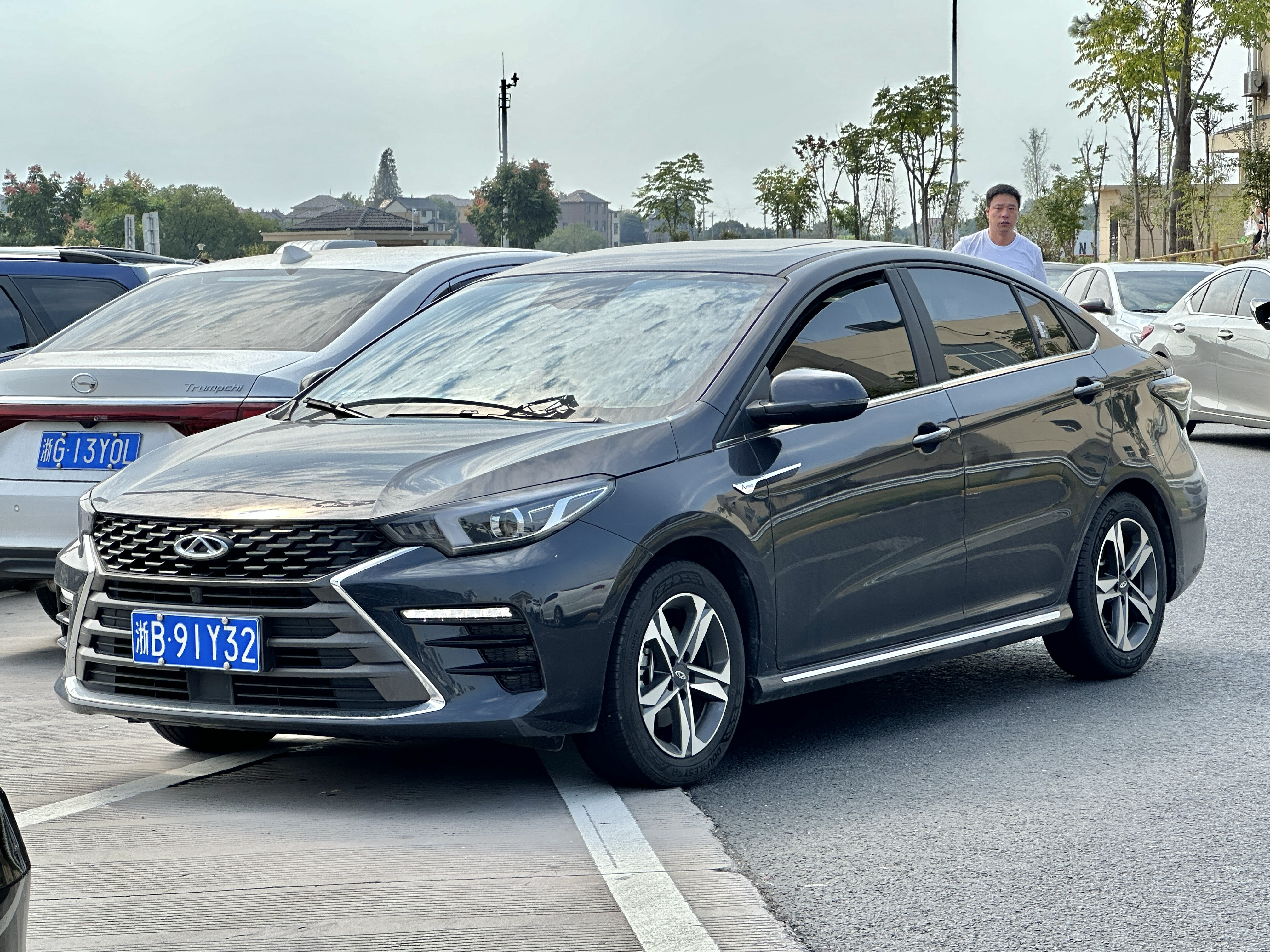
چری آریزو ۵ پلاس شیائو آی، نمای جلو
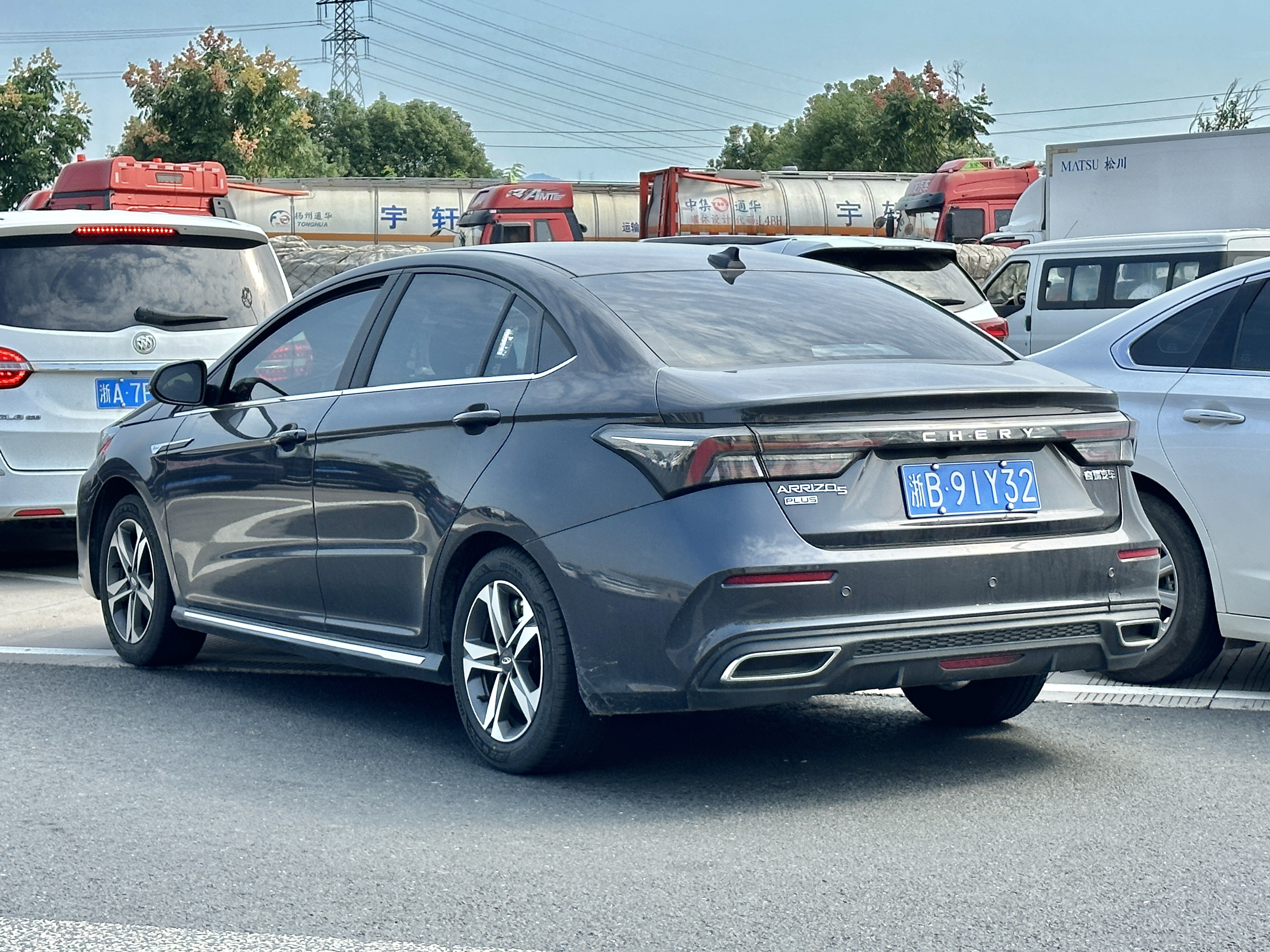
چری آریزو ۵ پلاس شیائو آی، نمای عقب
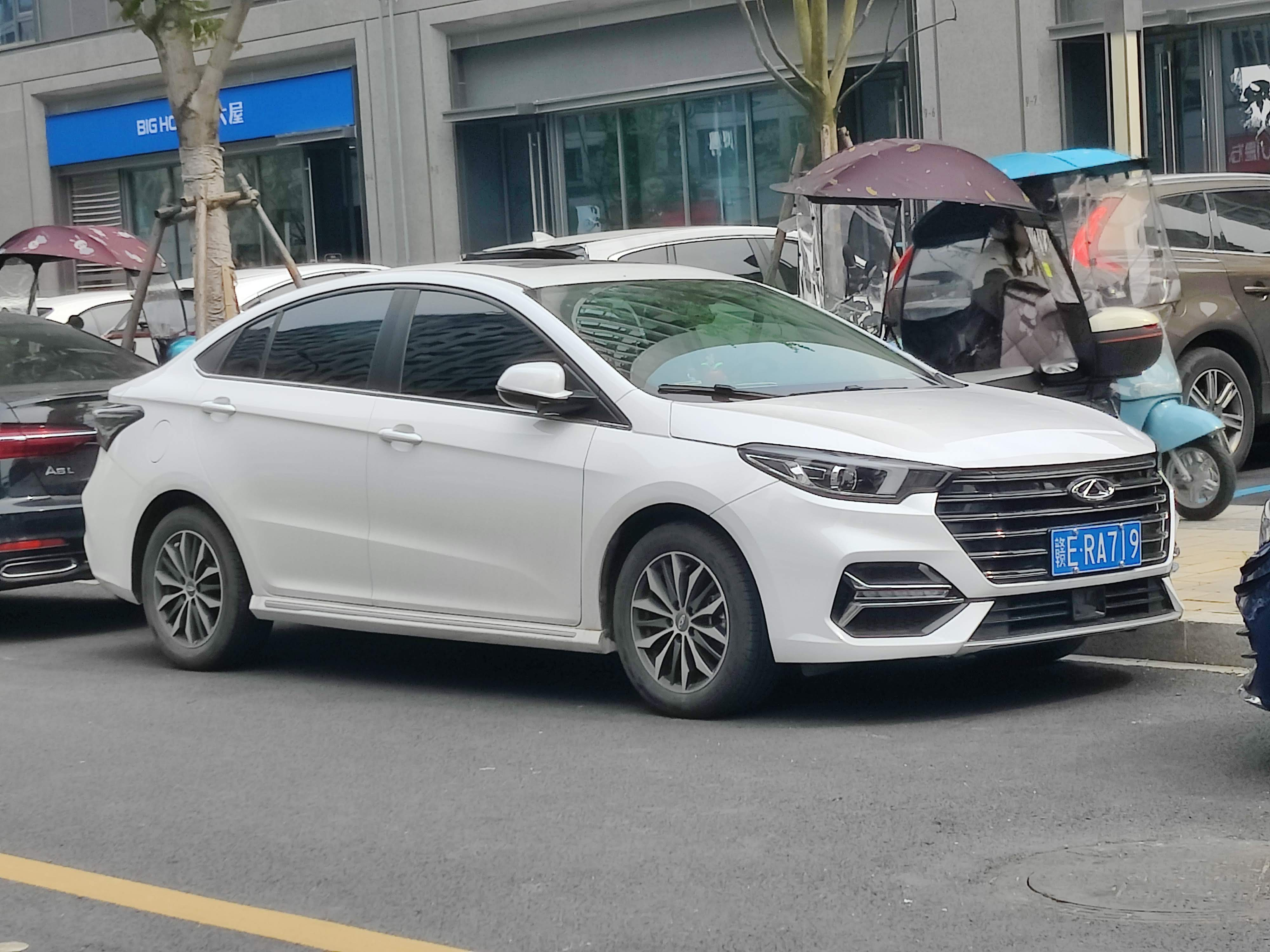
چری آریزو ۵ پلاس اوزاوا، نمای جلو
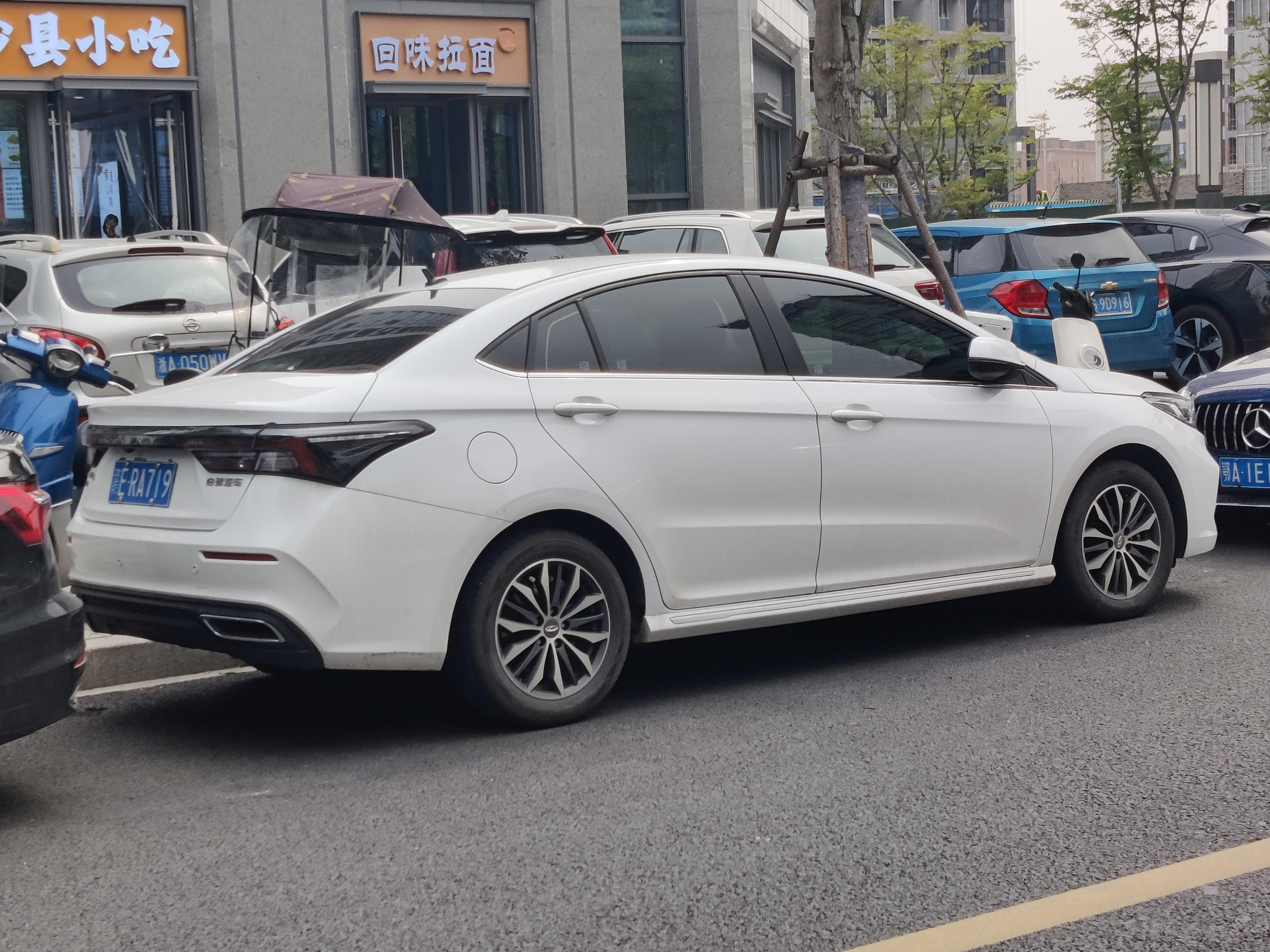
چری آریزو ۵ پلاس اوزاوا، نمای عقب

## آریزو ۶ جی‌تی
یک نسخه عملکرد محور بر اساس آریزو ۵ پلاس به نام آریزو ۵ جی‌تی در سپتامبر ۲۰۲۲ در بازار چین عرضه شد. این نسخه به موتور ۱٫۶ لیتری چهار سیلندر توربوشارژ Kunpeng SQRF4J16 با حداکثر قدرت ۱۹۷ اسب بخار در ۵٬۵۰۰ دور در دقیقه و گشتاور ۲۹۰ نیوتن متر در ۲٬۰۰۰–۴٬۰۰۰ دور در دقیقه مجهز است. آریزو ۵ جی‌تی همچنین به گیربکس ۷ سرعته دوکلاچه مرطوب مجهز است. شتاب ۰ تا ۱۰۰ کیلومتر در ساعت به ادعای سازنده ۷٫۵ ثانیه طول می‌کشد. این خودرو در بازار ایران با نام فونیکس آریزو ۶ جی‌تی عرضه می‌شود.

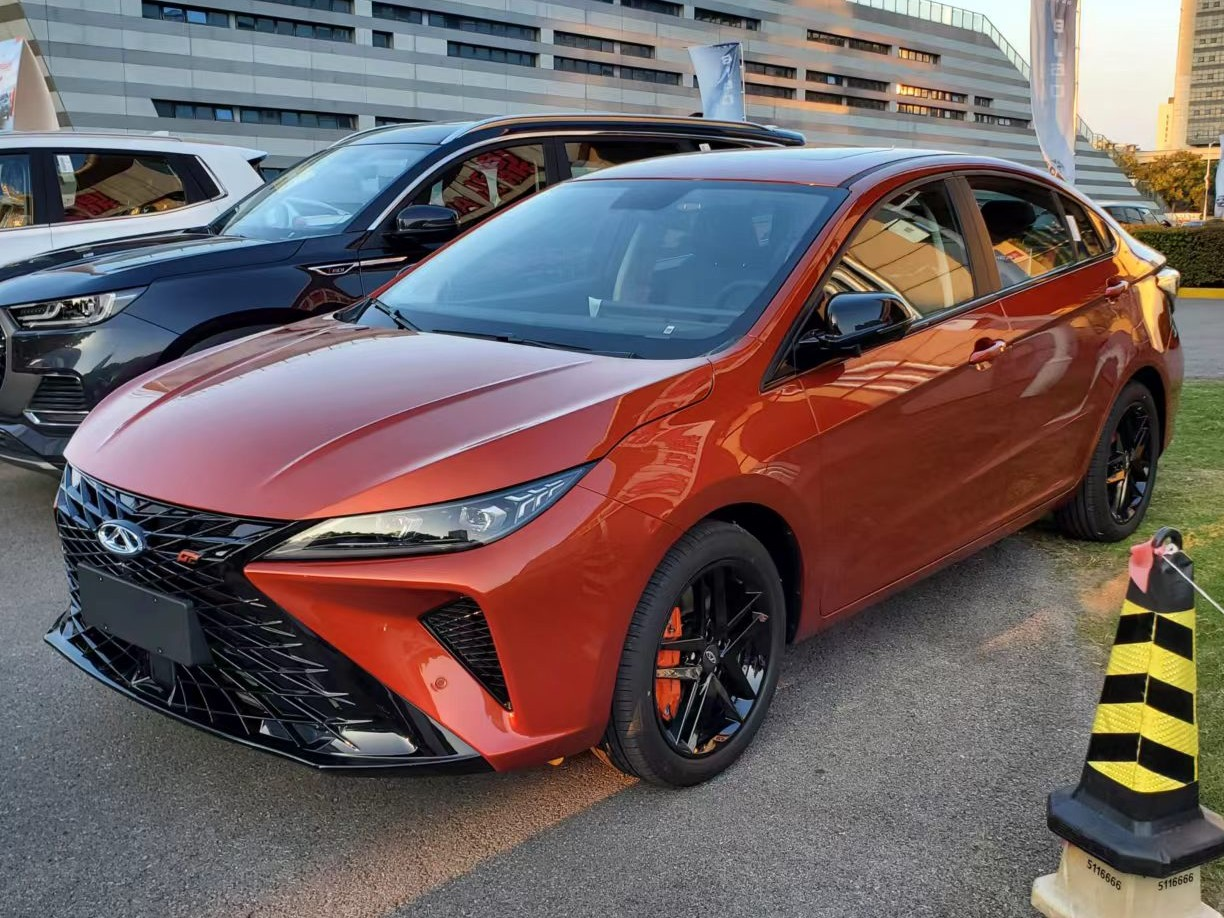
چری آریزو ۵ جی‌تی

## بازارها

### ایران

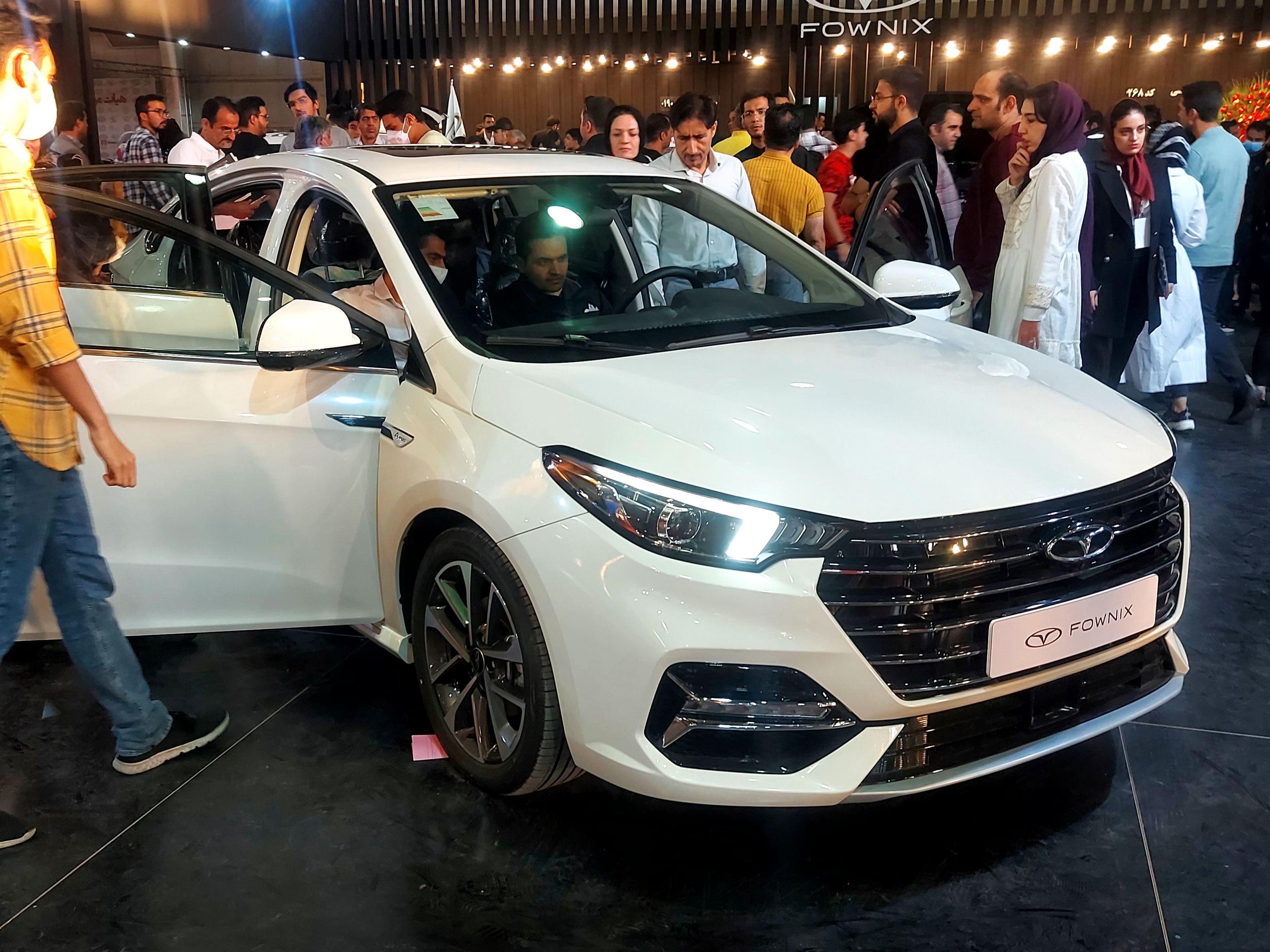
فونیکس آریزو ۶ پرو

چری آریزو ۶ در نیمهٔ اول سال ۱۳۹۸ در ایران عرضه شد. چری آریزو ۶ علیرغم افزایش قیمت‌های متداول (به دلیل شرایط اقتصادی نامطلوب کشور و بی‌ثباتی قیمت ارز) توانست فروش خوبی را تجربه کند. این خودرو مانند دیگر محصولات چری توسط مدیران خودرو مونتاژ می‌شود. نمونه عرضه شده آریزو ۶ در ایران، از یک موتور ۱٫۵ لیتری توربوشارژر ۱۴۷ اسب بخاری و گیربکس ۹ سرعته اتوماتیک از نوع سی‌وی‌تی بهره می‌برد و امکانات رفاهی متعددی را در کابین خود جای داده است. از نیمهٔ دوم سال ۱۳۹۹، آریزو ۶ با لوگوی مدیران خودرو عرضه شد.
در نیمه اول سال ۱۴۰۱ هجری شمسی، مدیران خودرو اقدام به مونتاژ فیس لیفت چری آریزو ۶ کرد. این خودرو، آریزو ۶ پرو نامیده می‌شود و در سایر کشورها آریزو ۵ پلاس نام دارد. رادار نقطه کور، شارژر بدون سیم، سنسور باران، دماسنج و نورپردازی داخلی با طیف رنگ وسیع و متفاوت از جمله آپشن‌های اضافه شده به آریزو ۶ پرو هستند. همچنین ترکیب رنگ داشبورد این خودرو و خطوط طراحی شده روی صندلی، متفاوت با نسخه پیشین است.
در اواسط سال ۱۴۰۳، چری آریزو ۶ جی تی عرضه شد.